# Behold a Pale Horse
Behold a Pale Horse is een Amerikaanse film van Fred Zinnemann die werd uitgebracht in 1964.
De film is gebaseerd op het werk Killing a Mouse on Sunday (1961) van Emeric Pressburger.

## Verhaal
Manuel, een Catalaanse guerrillero, leeft al twintig jaar, sinds het einde van de Spaanse Burgeroorlog, in ballingschap in Frankrijk. Al die jaren werd hij achterna gezeten door kapitein Viñolas van de Guardia Civil. 
Op een dag verneemt Manuel dat zijn moeder op sterven ligt en hij wil haar dan ook zo vlug mogelijk opzoeken in Spanje. Viñolas ruikt zijn kans. Hij wil Manuel een valstrik spannen om hem eindelijk te kunnen arresteren.

## Rolverdeling
| Acteur             | Personage       | Nota                                      |
| ------------------ | --------------- | ----------------------------------------- |
| Gregory Peck       | Manuel Artiguez | een ouder wordende Catalaanse guerrillero |
| Anthony Quinn      | Viñolas         | een politiekapitein van de Guardia Civil  |
| Omar Sharif        | Francisco       | de priester                               |
| Raymond Pellegrin  | Carlos          | een vriend van Artiguez en zijn verrader  |
| Paolo Stoppa       | Pedro           |                                           |
| Mildred Dunnock    | Pilar Artiquez  | de stervende moeder van Artiguez          |
| Daniela Rocca      | Rosana          | de minnares van Vinolas                   |
| Christian Marquand | Zaganar         |                                           |
| Michael Lonsdale   |                 | de verslaggever                           |